# Phil Anderson
Phil Anderson, właściwie Phillip Grant Anderson (ur. 12 marca 1958 w Londynie) – były australijski kolarz szosowy, pierwszy Australijczyk, który zdobył maillot jaune podczas Tour de France.

## Życiorys
Phil Anderson urodził się w Londynie, ale wyjechał z rodziną do Australii, będąc dzieckiem. Mieszkał w Melbourne, w 1975 r. ukończył Trinity Grammar School. Jego pierwszym klubem był Hawthorn Cycling Club.
Przed ukończeniem dwudziestego roku życia, jako amator, wygrał w 1977 r. Tour of New Zealand.
W 1979 r. wyjechał do Europy, gdzie wygrywając wyścigi amatorskie zwrócił na siebie uwagę drużyn profesjonalnych.
Karierę zawodowca rozpoczął w 1980 r.

## Kariera zawodowa

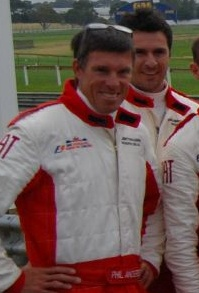
Phil Anderson

Anderson rozpoczął zawodowe ściganie w barwach Peaguota. Już w 1981 r. udało mu się założyć (jako pierwszemu człowiekowi spoza Europy) maillot jaune. Sam zawodnik opowiada o tym w ten sposób:
To było w Pirenejach, mój pierwszy Tour de France. Nie miałem aspiracji aby zostać liderem, nic z tych rzeczy. Dostałem zadanie, miałem pilnować lidera, Francuza i mu pomagać. Na trasie zapomniałem jakie mam zadanie i po prostu jechałem z przodu z najlepszymi, pokonując z nimi kilka górskich szczytów. Potem podjechał do mnie mój dyrektor sportowy i zapytał co się stało z moim liderem, którego miałem pilnować. – Ojej, faktycznie, gdzie on jest? – zapytałem. Dyrektor odpowiedział, że został w drugiej grupie, jakieś 5–10 minut z tyłu. Powiedziałem mu: – Nie ma strachu, zaczekam na niego i mu pomogę. Ale on kazał mi zostać w czołówce, unikać kłopotów i postarać się dojechać z najlepszymi. Tak też zrobiłem, dotarłem do ostatniego wzniesienia na etapie z Bernardem Hinault i Lucienem van Impem, który nam odjechał na tym podjeździe na kilka minut. Ja miałem jednak spory zapas czasu z poprzednich etapów i w ten sposób zostałem liderem wyścigu. To była niespodzianka, nie spodziewałem się jej, wiedziałem że maillot jaune jest bardzo ważna i ma długą historię, ale dla mnie tamtego dnia najlepsze było to, że nie muszę prać swojej koszulki, tylko dostanę nową. Ale kiedy się ją nosi, jest się na najwyższym sportowym poziomie.
Żółtą koszulkę lidera założył ponownie, na 9 dni, w 1985 r. W 1982 r. zajął 5. miejsce w Tour de France, zdobywając równocześnie białą koszulkę lidera klasyfikacji młodzieżowej.
Najlepszy sezon w karierze Anderson odnotował w 1985 r. Wygrał Tour Méditerranéen, Volta a Catalunya, Critérium du Dauphiné Libéré, Tour de Suisse, zajął 5. miejsce w Tour de France oraz ukończył na drugim miejscu Gandawa-Wevelgem i Ronde van Vlaanderen.
W następnych latach zajmował miejsca na podium w wyścigach klasycznych, m.in. Mediolan-Turyn, Liège-Bastogne-Liège czy Paryż-Tours.
Jego ostatnim wielkim zwycięstwem był triumf na 10. etapie Tour de France w 1990 r. Karierę sportową zakończył w 1994 r.

## Życie prywatne
Anderson był dwukrotnie żonaty. Z pierwszą żona związał się zaraz po rozpoczęciu profesjonalnej kariery, z drugą w 1994 r.
Ich związek rozpadł się w 2005 r. Po zakończeniu kariery nabył farmę w Jamieson, gdzie mieszka do dziś.

## Odznaczenia
Został uhonorowany Orderem Australii w 1987 r. za zasługi dla kolarstwa. W 2000 r. otrzymał Australian Sports Medal, a rok później Centenary Medal, za zasługi oddane społeczeństwu poprzez kolarstwo.

## Najważniejsze sukcesy
- 1978
  -  złoty medal w wyścigu ze startu wspólnego w Commonwealth Games
- 1982
  - 5. miejsce w Tour de France
    - 1. miejsce na 2. etapie
    - 1. miejsce w klasyfikacji młodzieżowej Tour de France

- 1983
  - 1. miejsce w Amstel Gold Race
  - 2. miejsce w Tour de Romandie
    - wygrany etap

  - 3. miejsce w Liège-Bastogne-Liège

- 1984
  - 1. miejsce w Züri-Metzgete
  - 3. miejsce w Liège-Bastogne-Liège
  - 3. miejsce w wyścigu Super Prestige Pernod International

- 1985
  - 1. miejsce w Tour Méditerranéen
  - 1. miejsce w Volta a Catalunya
  - 1. miejsce w Critérium du Dauphiné Libéré
  - 1. miejsce w Tour de Suisse
    - 3 wygrane etapy

  - 1. miejsce w E3 Prijs Vlaanderen
  - 5. miejsce w Tour de France
  - 2. miejsce w Gandawa-Wevelgem
  - 2. miejsce w Ronde van Vlaanderen

- 1986
  - 1. miejsce w Paryż-Tours
  - 3. miejsce w Giro di Lombardia

- 1987
  - 1. miejsce w Mediolan-Turyn

- 1988
  - 2. miejsce w Ronde van Vlaanderen
  - 1. miejsce w Post Danmark Rundt

- 1989
  - 1. miejsce w Tour de Romandie
  - 3. miejsce w Liège-Bastogne-Liège

- 1990
  - 1. miejsce na 4. etapie Giro d’Italia

- 1991
  - 1. miejsce w Tour of Britain
    - 2 wygrane etapy oraz triumf w klasyfikacji górskiej

  - 1. miejsce w Tour Méditerranéen

- 1992
  - 1. miejsce w Tour of Ireland

- 1993
  - 1. miejsce w Tour of Britain
  - 1. miejsce w Tour of Sweden

- 1994
  -  złoty medal w jeździe drużynowej na czas w Commonwealth Games